# Chunghwa (huyện)
Chunghwa (Hán Việt: Trung Hòa là một huyện thuộc tỉnh Hwanghae Bắc tại Cộng hòa Dân chủ Nhân dân Triều Tiên. Tháng 5 năm 1963, huyện được tách từ tỉnh Pyongan Nam để nhập vào thủ đô Bình Nhưỡng, đến năm 2010, huyện được chuyển về tỉnh Hwanghae Bắc, có thể là để cải thiện tình hình lương thực.. Năm 2008, dân số toàn huyện là 77.367 người (36.156 nam và 41.211 nữ), trong đó, dân số thành thị là 26.771 người (34,6%) và dân số nông thôn là 50.596 người (65.4%).

## Hành chính
Huyện Chunghwa dược chia thành 1 thị trấn (읍, ŭp, ấp) và 16 (里, ri, lý)
| - Chunghwa-up 중화읍/中和邑 - Chaesong-ri 채송리/蔡松里 - Changsan-ri 장산리/長山里 - Chingwang-ri 진광리/鎭廣里 - Chungryong-ri 충룡리/忠龍里 - Konsan-ri 건산리/乾山里 - Kumsan-ri 금산리/金山里 - Kwanbong-ri 관봉리/館峰里 - Majang-ri 마장리/馬場里 | - Multong-ri 물동리/물동里 - Myongwol-ri 명월리/明月里 - Oryong-ri 어룡리/魚龍里 - Paekun-ri 백운리/白雲里 - Ryongsan-ri 룡산리/龍山里 - Samhung-ri 삼흥리/三興里 - Samsong-ri 삼성리/三姓里 - Tongsan-ri 동산리/東山里 |